# Enneadesmus trispinosus
Enneadesmus trispinosus är en skalbaggsart som först beskrevs av Olivier 1795.  Enneadesmus trispinosus ingår i släktet Enneadesmus och familjen kapuschongbaggar. Inga underarter finns listade i Catalogue of Life.

## Bildgalleri

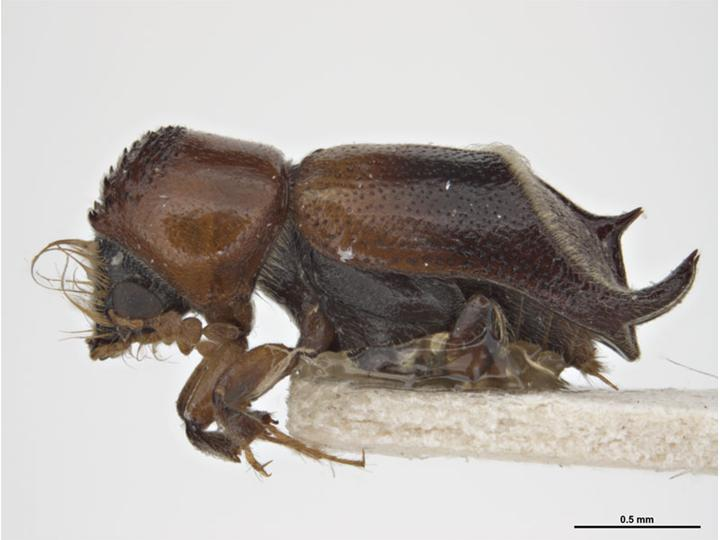